# Берта от Милано
Берта от Милано, Берта от Луни, Берта Отбертинска или Берта д’Есте (на италиански: Berta di Milano; Berta di Luni; Berta degli Obertenghi; Berta d'Este; * ок. 997, Милано; † сл. 29 декември 1037/1040) е благородничка от фамилията Отбертини от Маркграфство Милано и чрез брак маркграфиня на Торино.
Понякога я идентифицират с Берта, кралица на Италия като съпруга на Ардуин от Ивреа.

## Произход
Въпреки че е известно, че Берта е член на династията Отбертини, има известен дебат кои са нейните родители. Често се казва, че баща ѝ е Оберто II († сл. 1014/1021), маркграф на Източна Лигурия, пфалцграф и граф на Луни, Генуа и Тортона (в този случай майка ѝ е Райленда от Комо († пр. 999) дъщеря на граф Рипранд или граф Випранд от Комо). Други твърдят, че баща ѝ е Оберто III от Милано. В случай е дъщеря на Оберто II, би имала седем братя:
- Хуго († сл. 1037), маркграф на Източна Лигурия, граф на Генуа, съпруг на Гизела от Бергамо;
- Алберто Ацо I (* 970, † 1029), маркграф на Анкона, маркграф на Източна Лигурия, граф на Луни, Генуа и Тортона, съпруга на Аделхайд от Салическата династия;
- Адалберт IV, съпруг на Аделаида, дъщеря на граф Бозон
- Анселм († 1047?)
- Оберто III († сл. 994), граф на Виченца
- Гвидо († 1037)
- Обицо, маркграф на Източна Лигурия

## Биография
През 1014 г. се омъжва за Оделрик Манфред II (през същата година император Хайнрих II потвърждава съвместното им дарение на Абатство Фрутуария в Сан Бениньо). Нейната зестра включва земи в графствата Тортона, Парма и Пиаченца.
През май 1028 г. със съпруга си Берта основава манастира „Санта Мария“ в Караманя. През юли 1029 г. заедно със съпруга си и  епископ Адалрик от Асти, Берта основава бенедиктинското абатство „Сан Джусто“ в Суза, в което се съхраняват мощите на Свети Юстус от Новалеза. Църквата на абатството „Сан Джусто“ сега е катедралата на Суза.
След смъртта на съпруга ѝ (през декември 1033 или 1034 г.) Берта за кратко действа като регентка на дъщеря им Аделхайд от Суза.
Берта осуетèva заговор срещу императора Конрад II през 1037 г., като прихва̝ща пратениците на заговорниците, които искат да прекосят Алпите от Пиемонт към Шампан и които се опитват да организират среща, и да изпратят техните писма, които замесват епископите на Верчели, Пиаченца и Кремона, на императора толкова бързо и крадешком, че успява да ги хване, да ги осъди и да ги заточи без предупреждение. Конрад II я възнаграждава за участието ѝ в потушаването на бунта срещу него, като издава императорска диплома, която потвърждава нейните дарения за абатството „Сан Джусто“ в Суза.

## Брак и потомство
∞ 1014 за Оделрик Манфред II († 1034/35/37) от род Ардуини, маркграф на Торино, от когото има един вероятен син и три дъщери:
- Аделхайд от Суза (* ок. 1015; † 27 декември 1091), наследница на Маркграфство Торино, ∞ 1. 1035 за Херман IV Швабски (* ок. 1015, † 28 юли 1038 в Тренто), от 1030 г. херцог на Швабия, втори син на херцог Ернст I и Гизела Швабска, от когото вероятно има двама сина и една дъщеря: 2. ∞ януари 1042 за Хайнрих Монфератски, маркграф на Монферат († ок. 14 март 1044/1045), от когото няма деца 3. ∞ ок. 1046 за Ото I Савойски (* 1010/1020, † 19 януари 1057 или 1 март 1060), 3-ти граф на Савоя, граф на Аоста, на Мориен и на Шабле (1051 – 1060), от когото има трима сина и две дъщери;
- Нардон († пр. 1034/1035), граф на Момбардоне, вероятен
- Ерменегарда (Имула) от Торино (* ок. 1020, † 1077/ между 1 януари и 29 април 1078, Торино), ∞ 1. ок. 1036 за херцог Ото III Швабски († 1057), от когото има пет дъщери 2. ок. 1058 за граф Екберт I от Брауншвайг († 1068), маркграф на Майсен, от когото има син и дъщеря;
- Берта от Торино (* 1020/1024, † сл. 1064/ 1065), ∞ за Ото (Тевтон) Савонски (* 1036, † ок. 1084), маркграф на Савона и на Поненте Лигуре, от когото има пет сина (сред които Бонифаций дел Васто) и една дъщеря